# Mistrzostwa Świata w Piłce Ręcznej Kobiet 2029
Ten artykuł dotyczy przyszłego wydarzenia sportowego. Informacje w nim zawarte zmienią się w przyszłości.
Mistrzostwa Świata w Piłce Ręcznej Kobiet 2029 – dwudzieste dziewiąte mistrzostwa świata w piłce ręcznej kobiet, oficjalny międzynarodowy turniej organizowany przez IHF mający na celu wyłonienie najlepszej żeńskiej reprezentacji narodowej w piłce ręcznej na świecie, które odbędą się w Hiszpanii w grudniu 2029 roku.

## Wybór organizatora
W kwietniu 2023 roku Międzynarodowa Federacja Piłki Ręcznej ogłosiła terminarz wyłaniania gospodarza tych mistrzostw – kandydatury wraz z potwierdzeniem spełniania warunków formalnych miały być przesyłane do 30 czerwca 2023 roku, zaś ostateczny termin składania oficjalnych aplikacji upływał 30 września tego roku. Decyzja o przyznaniu praw do organizacji turnieju miała zostać podjęta na spotkaniu Rady IHF 16 kwietnia 2024 roku, a zaakceptowany list intencyjny złożyła Hiszpania. Zadecydowano wówczas o przyznaniu organizacji mistrzostw hiszpańskiej kandydaturze
Hiszpania była już gospodarzem turniejów rangi mistrzowskiej kobiet w 2021 oraz mężczyzn w 2013.